# Grijsborstmeestiran
De grijsborstmeestiran (Anairetes alpinus) is een zangvogel uit de familie Tyrannidae (tirannen). Deze vogel werd in 1933 door de Amerikaanse dierkundige Melbourne Armstrong Carriker geldig beschreven. Het is een bedreigde vogelsoort in de Andes in Peru en Bolivia.

## Kenmerken
De vogel is 13 cm lang. Hij lijkt sterk op de andere soorten uit het geslacht Anairetes maar verschilt omdat de borst en buik asgrijs zijn, terwijl die bij de andere soorten bijna wit is en sterk contrasterend met zwarte strepen. De vogel is donkergrijs van boven met weinig contrasterende zwarte lengtestrepen. Kenmerkend voor deze groep is een zwarte, recht opstaande kuif en daarachter op het achterhoofd een witte vlek. De vleugels zijn donker met een dubbele witte vleugelstreep. De staart is zwart met vaak lichte buitenste staartpennen.

## Verspreiding en leefgebied
Deze soort telt twee ondersoorten:
- A. a. alpinus: centraal Peru.
- A. a. bolivianus: westelijk Bolivia.

De leefgebieden liggen in specifieke, oude, natuurlijke bergbossen in de Andes op 3700 tot 4500 meter boven zeeniveau.

## Status
De grijsborstmeestiran heeft een beperkt verspreidingsgebied en daardoor is de kans op uitsterven aanwezig. De grootte van de populatie werd in 2016 door BirdLife International geschat op 150 tot 700 volwassen individuen en de populatie-aantallen nemen af door habitatverlies. Het leefgebied wordt aangetast door ontbossing waarbij natuurlijk bos wordt gekapt voor de productie van brandhout en houtskool en het gebied wordt omgezet in gebied voor beweiding. Om deze redenen staat deze soort als bedreigd op de Rode Lijst van de IUCN.